# Liste der Straßen und Brücken in Hamburg-Allermöhe

Lage von Hamburg-Allermöhe in Hamburg und im Bezirk Hamburg-Bergedorf (hellrot)

Die Liste der Straßen und Brücken in Allermöhe ist eine Übersicht der im Hamburger Stadtteil Allermöhe vorhandenen Straßen und Brücken. Sie ist Teil der Liste der Verkehrsflächen in Hamburg.

## Überblick
In Allermöhe (Ortsteilnummer 610) leben 1412 Einwohner (Stand: 31. Dezember 2023) auf 8,6 km². Allermöhe liegt in den Postleitzahlenbereichen 21035 und 21037.
In Allermöhe gibt es 29 benannte Verkehrsflächen, darunter neun Brücken.

## Übersicht der Straßen
Die nachfolgende Tabelle gibt eine Übersicht über alle benannten Verkehrsflächen – Straßen, Plätze und Brücken – im Stadtteil sowie einige dazugehörige Informationen. Im Einzelnen sind dies:
- Name/Lage: aktuelle Bezeichnung der Straße, des Platzes oder der Brücke. Über den Link (Lage) kann die Straße, der Platz oder die Brücke auf verschiedenen Kartendiensten angezeigt werden. Die Geoposition gibt dabei ungefähr die Mitte an. Bei längeren Straßen, die durch zwei oder mehr Stadtteile führen, kann es daher sein, dass die Koordinate in einem anderen Stadtteil liegt.
- Straßenschlüssel: amtlicher Straßenschlüssel, bestehend aus einem Buchstaben (Anfangsbuchstabe der Straße, des Platzes oder der Brücke) und einer dreistelligen Nummer.
- Länge/Maße in Metern:
Hinweis: Die in der Übersicht enthaltenen Längenangaben sind nach mathematischen Regeln auf- oder abgerundete Übersichtswerte, die im Digitalen Atlas Nord[1] mit dem dortigen Maßstab ermittelt wurden. Sie dienen eher Vergleichszwecken und werden, sofern amtliche Werte bekannt sind, ausgetauscht und gesondert gekennzeichnet.
Bei Plätzen sind die Maße in der Form a × b bei rechteckigen Anlagen oder a × b × c bei dreiecksförmigen Anlagen mit a als längster Kante dargestellt.
Der Zusatz (im Stadtteil) gibt an, wie lang die Straße innerhalb des Stadtteils ist, sofern sie durch mehrere Stadtteile verläuft.
- Namensherkunft: Ursprung oder Bezug des Namens.
- Datum der Benennung: Jahr der offiziellen Benennung oder der Ersterwähnung eines Namens, bei Unsicherheiten auch die Angabe eines Zeitraums.
- Anmerkungen: Weitere Informationen bezüglich anliegender Institutionen, der Geschichte der Straße, historischer Bezeichnungen, Baudenkmale usw.
- Bild: Foto der Straße oder eines anliegenden Objektes.

| Name/Lage                       | Straßen- schlüssel | Länge/Maße (in Metern) | Namensherkunft | Datum der Benennung | Anmerkungen | Bild                                         |
| ------------------------------- | ------------------ | ---------------------- | --- | ------------------- | --- | -------------------------------------------- |
| Allermöher Deich (Lage)         | A079               | 6580                   | nach Lage und Funktion im Stadtteil                                                                                    | 1960                | | Allermöher Deich                             |
| Allermöher Kirchenbrücke (Lage) | –                  | 0030 (im Stadtteil)    | führt zur Allermöher Kirche                                                                                            | 1961                | südlicher Teil in Reitbrook, überquert im Verlauf der Kirchenbrücke die Dove-Elbe | Allermöher Kirchenbrücke                     |
| Allermöher Werftstegel (Lage)   | A599               | 0255                   | nach einem Teil eines Landungsstegs                                                                                    | 1978                | „Stegel“ ist das Diminutiv von Steg | Allermöher Werftstegel                       |
| Billwerder Ring (Lage)          | B816               | 530                    | Hamburger Stadtteil Billwerder                                                                                         | 1980                | | Billwerder Ring                              |
| Dwengerkamp (Lage)              | D280               | 0190                   | Wilhelm Dwenger (1893–1970), von 1927 bis 1936 und 1945 bis 1961 Pastor an der Allermöher Dreieinigkeitskirche         | 1998                | | Dwengerkamp                                  |
| Eichbaumbrücke (Lage)           | –                  | 0075                   | nach dem nahegelegenen Eichbaumsee                                                                                     | 1979                | überquert im Zuge der Hans-Duncker-Straße die A 25 an der Anschlussstelle Hamburg-Allermöhe | Eichbaumbrücke                               |
| Hans-Duncker-Straße (Lage)      | H762               | 1205                   | Hans Duncker (1904–1974), CDU-Politiker und Mitglied der Hamburgischen Bürgerschaft                                    | 1980                | | Hans-Duncker-Straße                          |
| Hermann-Wüsthof-Ring (Lage)     | H799               | 1150                   | Hermann Wüsthof (1898–1964), CDU-Politiker und Mitglied der Hamburgischen Bürgerschaft                                 | 1991                | | Hermann-Wüsthof-Ring                         |
| Hinterm Horn (Lage)             | H460               | 0590                   | nach einem Flurnamen                                                                                                   | vor 1978            | | Hinterm Horn                                 |
| Kirchenbrücke (Lage)            | K184               | 0060 (im Stadtteil)    | führt zur Allermöher Kirche                                                                                            | 1929                | keine Brücke, sondern eine Straße, die Allermöher Kirchenbrücke ist der eigentliche Brückenteil; nördlich der Allermöher Kirchenbrücke in Allermöhe, südlich davon in Reitbrook                       | Kirchenbrücke (Allermöhe)                    |
| Krapphofschleusenbrücke (Lage)  | –                  | 0015                   | nach Lage und Funktion über die Krapphofschleuse führend                                                               | 1961                | | Krapphofschleusenbrücke                      |
| Kurfürstenbrücke (Lage)         | –                  | 005 (im Stadtteil)     | in Anlehnung an den Kurfürstendeich                                                                                    | 1934                | östlicher Teil in Curslack | Kurfürstenbrücke                             |
| Kurfürstendeich (Lage)          | K513               | 0435 (im Stadtteil)    | Herkunft nicht eindeutig; möglicherweise nach sieben Katen am Deich, die als die „7 Kurfürsten“ bezeichnet wurden      | 1805                | östlicher Teil ab Schleusengraben in Curslack | Kurfürstendeich (Hamburg-Allermöhe)          |
| Mittlerer Landweg (Lage)        | M211               | 1085 (im Stadtteil)    | nach der Funktion als einer von drei Verbindungswegen zwischen Elbe und Bille                                          | 1912                | nördlich der Mittlerer-Landweg-Brücke in Billwerder; siehe dort auch Unterer Landweg und (in Bergedorf) Oberer Landweg                                                                                | Mittlerer Landweg (Allermöhe)                |
| Mittlerer-Landweg-Brücke (Lage) | –                  | 0020 (im Stadtteil)    | in Anlehnung an den Mittleren Landweg                                                                                  | 1961                | überquert im Zuge des Mittleren Landwegs den Südlichen Bahngraben; nördlicher Brückenteil in Billwerder                                                                                               | Mittlerer-Landweg-Brücke (Billwerder)        |
| Moorfleeter Deich (Lage)        | M261               | 2435 (im Stadtteil)    | Hamburger Stadtteil Moorfleet und Funktion                                                                             | 1955                | kurzer nördlicher Teil in Billbrook, dann durch Moorfleet verlaufend, südlich des Schöpfwerksgrabens Eichbaum in Allermöhe                                                                            | Moorfleeter Deich (Allermöhe)                |
| Nettelnburger Brücke (Lage)     | N216               | 0070                   | nach der Funktion im Zuge des Nettelnburger Landwegs bei der Anschlussstelle Hamburg-Nettelnburg über die A 25 führend | 1979                | lt. Straßenverzeichnis auch in Neuallermöhe und Bergedorf, lt. Grundkarte nur in Allermöhe | Nettelnburger Brücke                         |
| Nettelnburger Landweg (Lage)    | N218               | 0405 (im Stadtteil)    | Bergedorfer Ortsteil Nettelnburg                                                                                       | 1978                | lt. Straßenverzeichnis nur in Bergedorf und Neuallermöhe, lt. Grundkarte südlich der Nettelnburger Brücke in Allermöhe, nördlich davon westliche Straßenhälfte in Neuallermöhe, östliche in Bergedorf | Nettelnburger Landweg (Hamburg-Allermöhe)    |
| Pastoratsweg (Lage)             | P041               | 0225                   | nach der Lage bei der Dreieinigkeitskirche                                                                             | 1950                | | Pastoratsweg                                 |
| Randersweide (Lage)             | R042               | 0605 (im Stadtteil)    | nach einem Flurnamen                                                                                                   | 1932                | nördlich der A 25 in Bergedorf | Randersweide (Hamburg-Allermöhe)             |
| Reitbrooker Mühlenbrücke (Lage) | R141               | 0190 (im Stadtteil)    | führt über die Gose-Elbe zur Reitbrooker Mühle                                                                         | 1963                | sowohl der Brückenname als auch der Name des gesamten Straßenzuges; westlicher Teil in Reitbrook | Reitbrooker Mühlenbrücke (Hamburg-Allermöhe) |
| Rungedamm (Lage)                | R425               | 2500                   | Friedlieb Ferdinand Runge (1794–1867), Chemiker                                                                        | 1980                | | Rungedamm                                    |
| Schleusendamm (Lage)            | S204               | 0355 (im Stadtteil)    | nach der Funktion zur Krapphofschleuse führend                                                                         | 1934                | südlich der Dove Elbe in Neuengamme | Schleusendamm (Hamburg-Allermöhe)            |
| Schleusendammbrücke (Lage)      | –                  | 0005 (im Stadtteil)    | nach Lage und Funktion                                                                                                 | 1961                | überquert im Zuge des Schleusendamms die Dove Elbe; südlicher Teil in Neuengamme | Schleusendammbrücke                          |
| Schleusenhörn (Lage)            | S205               | 0410                   | nach einem Flurnamen                                                                                                   | 1932                | | Schleusenhörn                                |
| Werner-Schroeder-Straße (Lage)  | W505               | 0260                   | Werner Schroeder (1916–1993), Bäcker, als Kommunist Widerstandskämpfer gegen den Nationalsozialismus                   | 2002                | Sackgasse | Werner-Schroeder-Straße                      |
| Werner-Witt-Straße (Lage)       | W495               | 0640                   | Werner Witt (1919–1986), Mitglied der Bezirksversammlung und des Ortsausschusses Vier- und Marschlande                 | 1991                | | Werner-Witt-Straße                           |
| Wilhelm-Iwan-Kehre (Lage)       | W506               | 0185                   | in Anlehnung an den Wilhelm-Iwan-Ring                                                                                  | 2000                | | Wilhelm-Iwan-Kehre                           |
| Wilhelm-Iwan-Ring (Lage)        | W486               | 1290                   | Wilhelm Iwan (1899–1975), Kommunalpolitiker                                                                            | 1987                | | Wilhelm-Iwan-Ring                            |